# Studienordnung
Die Studienordnung (auch Studienplan, in Österreich seit der Einführung des Universitätsgesetzes 2002 das Curriculum) legt für ein Studienfach an einer Hochschule oder einer (Aus-)Bildungseinrichtung die Rahmenbedingungen und Regelungen für ein ordnungsgemäßes Studium fest. Anhand der Studienordnung können die Studenten ihr Studium planen und Stundenpläne für jedes Semester erstellen. Die rechtlichen Rahmenbedingungen sind in den dazugehörigen Prüfungsordnungen geregelt. Eine Studienordnung ist also gegenüber der dazugehörigen Prüfungsordnung subsidiär.

## Inhalt
Studienordnungen an Hochschulen beschreiben unter anderem:
- Studienziele (z. B. Berufsqualifizierung für bestimmte Tätigkeiten, wissenschaftliches Arbeiten, Methodenkenntnisse…)
- Studienbeginn (Winter- und/oder Sommersemester)
- Regelstudienzeit und Umfang des Studiums (Semester, Semesterwochenstunden, Credit Points …)
- Gliederung des Studiums (Grund- und Hauptstudium, Bachelor- und Master-Phase)
- Definition von Lehrveranstaltungstypen (Vorlesungen, Seminare, Übungen, Praktika …)
- Inhalt des Studiums (einzelne Teilgebiete, zu erbringende Leistungsnachweise, wählbare Schwerpunkte)
- Zulassungsvoraussetzungen zu einzelnen Lehrveranstaltungen (z. B. das Bestehen bestimmter Klausuren als Voraussetzung für fortgeschrittene Veranstaltungen)
- Studienplan (Stundenpläne oder Stundenplan-Empfehlungen)
- Studien- und Prüfungsleistungen (Voraussetzungen für die Erteilung von Leistungsnachweisen).